# Stazione di Cadeo
Stazione di Cadeo vasútállomás Olaszországban, Cadeo településen.

## Vasútvonalak
Az állomást az alábbi vasútvonalak érintik:
- Milánó–Bologna-vasútvonal

## Kapcsolódó állomások
A vasútállomáshoz az alábbi állomások vannak a legközelebb:
- Stazione di Pontenure
- Stazione di Fiorenzuola